# Новосёлковский сельский совет (Залещицкий район)
Новосёлковский сельский совет (укр. Новосілківська сільська рада) — входит в состав
Залещицкого района
Тернопольской области
Украины.
Административный центр сельского совета находится в 
с. Новосёлка.

## Населённые пункты совета
- с. Новосёлка